# Berg-Ehrenpreis
Der Berg-Ehrenpreis (Veronica montana) ist eine Pflanzenart in der Familie der Wegerichgewächse (Plantaginaceae).

## Beschreibung

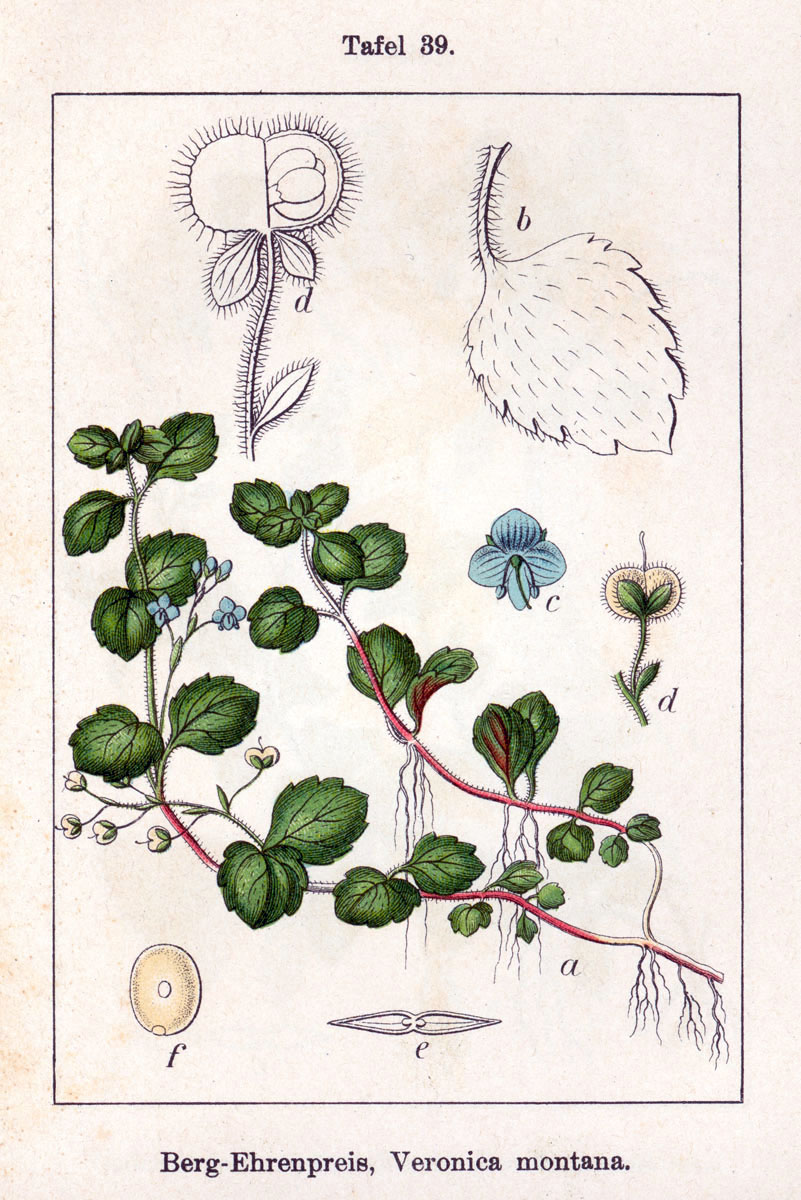
Illustration aus Sturm

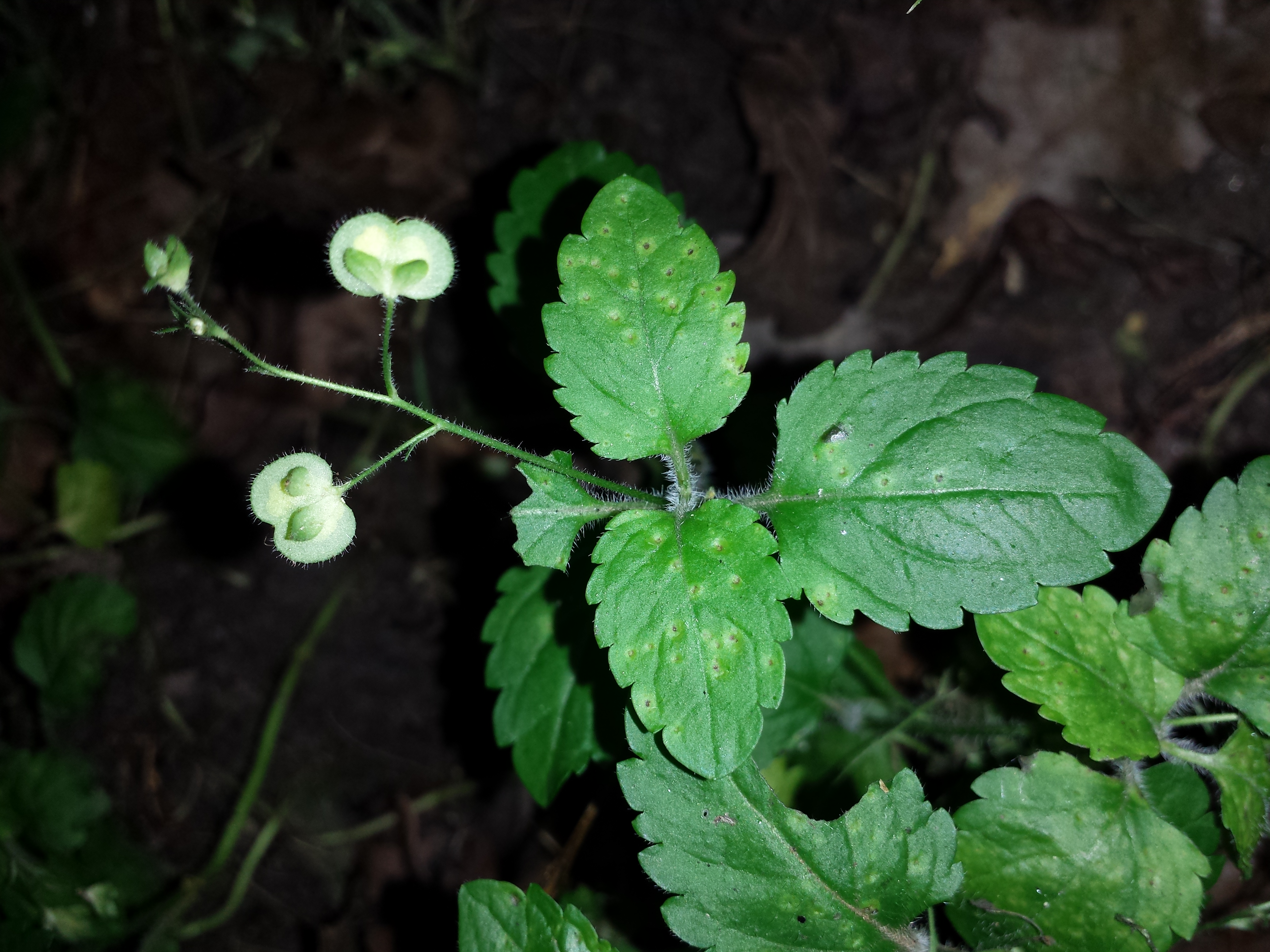
Laubblätter und Früchte

### Vegetative Merkmale
Beim Berg-Ehrenpreis handelt es sich um eine ausdauernde krautige Pflanze, die meist Wuchshöhen von 15 bis 45 Zentimetern erreicht. Der dünne Stängel wächst meist kriechend, an der Spitze steigt er in der Regel mit aufrechten Ästen auf und wurzelt an den Knoten.
Die gegenständig angeordneten Laubblätter sind in Blattstiel und Blattspreite gegliedert. Der Blattstiel ist 7 bis 15 Millimeter lang. Die einfache Blattspreite ist bei einer Länge von 20 bis 35 Millimetern rundlich oder breit-oval und besitzt einen abgerundeten oder schmal herzförmigen Spreitengrund. Die runzlige Blattspreite ist gesägt oder kerbig-gesägt und auf beiden Seiten zerstreut kraus behaart.

### Generative Merkmale
Die Blütezeit liegt vorwiegend in den Monaten Mai und Juni. Zwei bis sieben Blüten stehen in lockeren und deutlich seitenständigen traubigen Blütenständen zusammen. Die fädlichen und behaarten Blütenstiele sind zwei- bis viermal so lang wie die schmal-linealischen Deckblätter.
Die zwittrigen Blüten besitzen eine doppelte Blütenhülle. Die Blütenkrone weist einen Durchmesser von etwa 10 Millimetern auf und ist blasslila gefärbt mit dunkleren Adern.
Die drüsig bewimperte Kapselfrucht ist flach, etwa 4 bis 6 Millimeter lang, 7 bis 8 Millimeter breit und oben sowie unten fast brillenförmig eingeschnürt.
Die Chromosomenzahl beträgt 2n = 18 oder 36.

## Vorkommen
Der Berg-Ehrenpreis ist von Schweden über Mittel- bis Südeuropa und Nordafrika verbreitet und kommt auch in der nordöstlichen Türkei und in Georgien vor. Er kommt in Mitteleuropa meist verbreitet vor.
In Deutschland ist der Berg-Ehrenpreis ziemlich verbreitet; er fehlt jedoch in Ost- und Norddeutschland über größere Gebiete. In den Allgäuer Alpen steigt er im Wald an der Toniswand im Obertal in Bayern bis in eine Höhenlage von 1300 Meter auf. In Österreich kommt Veronica montana zerstreut vor; nur in Kärnten ist er sehr selten. In der Schweiz findet man den Berg-Ehrenpreis nur im nördlichen Gebiet häufiger, im Süden fehlt er dagegen über große Strecken.
Der Berg-Ehrenpreis wächst in Buchenwaldgesellschaften, Eschen- und Auenwäldern. Er gedeiht am besten auf sickerfeuchten, meist nährstoffreichen und kalkarmen, lehmigen oder tonigen Böden. Er ist in Mitteleuropa eine schwache Charakterart des Carici-remotae-Fraxinetum, kommt aber auch im Pruno-Fraxinetum oder in feuchten Fagion-Gesellschaften vor.

## Taxonomie
Die Erstveröffentlichung von Veronica montana erfolgte 1755 durch Carl von Linné.